# Jacques Étienne Gay
Pour les articles homonymes, voir Jacques Gay et Gay.
Ne doit pas être confondu avec Étienne Gay.
Jacques Étienne Gay, né le 11 octobre 1786 à Nyon (Suisse) et mort le 16 janvier 1864 à Paris (France), est un botaniste, fonctionnaire, collectionneur et taxonomiste français. Il était le plus célèbre des élèves du botaniste Jean-François-Aimé-Philippe Gaudin avec qui il a commencé à recueillir des plantes à l'âge de 14 ans. Il était marié à Rosalie Nillion, décédée le 11 février 1847.

## Hommage
Le genre botanique Gaya a été nommé en son honneur, comme les espèces suivantes :
- Achyrophorus gayi Sch.Bip.
- Ajax gayi Henon, renommé Narcissus pseudonarcissus subsp. pseudonarcissus
- Allium gayi Boiss.
- Berberis gayi K.Koch
- Cryptantha gayi I.M.Johnst.
- Cyperus gayi (C.B.Clarke) Kük.
- Dioscorea gayi Phil.
- Euphorbia gayi Salis
- Gentiana gayi Griseb.
- Hechtia gayi L.W.Lenz
- Leucocoryne gayi Baker
- Mariscus gayi C.B.Clarke
- Menonvillea gayi Phil.
- Narcissus gayi (Henon) Pugsley, renommé Narcissus pseudonarcissus subsp. pseudonarcissus
- Oncidium gayi J.M.H.Shaw
- Oriastrum gayi Phil.
- Oxalis gayi Macloskie
- Peperomia gayi C.DC.
- Polyachyrus gayi J.Rémy
- Polycarpaea gayi Webb
- Polygala gayi A.W.Benn.
- Potamogeton gayi A.Benn.
- Pterodiscus gayi Decne.
- Rogeria gayi Baill.
- Rosa gayi Almq.
- Salpichroa gayi Benoist
- Tillandsia gayi Baker
- Tithymalus gayi (Salis) Klotzsch & Garcke, rejeté au profit de Euphorbia gayi Salis
- Vicia gayi Phil.

## Publications
- (la) Jacques Étienne Gay, « Duriaei Iter Asturicum Botanicum : Anno 1835 Susceptum », Annales des sciences naturelles, vol. 2, no 6,‎ 1836, p. 113-137;213-225;340-355 (lire en ligne)